# Jesús Galdeano
Jesús Galdeano (Igúzquiza, 6 januari 1932 – Estella, 7 mei 2017) was een Spaans wielrenner die meerdere etappes won in de Ronde van Spanje. Zijn broer Francisco was eveneens professioneel wielrenner.

## Carrière
Galdeano was actief als professioneel wielrenner tussen 1951 en 1963. Zijn eerste overwinning boekte hij in 1955 toen hij de Campeonato Vasco Navarro de Montaña op zijn naam schreef. Datzelfde jaar won hij op 23-jarige leeftijd de vierde etappe in de Ronde van Spanje. Enkele jaren later werd hij in 1958 vierde op het Spaans kampioenschap tijdrijden, achter onder anderen Federico Bahamontes. Een jaar later werd Galdeano derde in de wegwedstrijd. In 1960 won hij de twaalfde etappe in de Ronde van Spanje voor de Belgen Arthur Decabooter en Alfons Sweeck.
Hij overleed op 7 mei 2017 op 84-jarige leeftijd.

## Overwinningen
1955
Campeonato Vasco Navarro de Montaña
4e etappe Ronde van Spanje
1956
6e etappe Eibarko Bizikleta
1957
4e etappe Ronde van Levante
1959
1e etappe (deel A, TTT) Ronde van Levante
1960
2e etappe Barcelona-Madrid
1e (TTT) en 12e etappe Ronde van Spanje
1961
5e etappe Ronde van Levante
1e (TTT) en 5e etappe Ronde van Spanje

### Resultaten in voornaamste wedstrijden
| Jaar | Ronde van Italië | Ronde van Frankrijk | Ronde van Spanje |
| ---- | ---------------- | ------------------- | ---------------- |
| 1955 |                  |                     | opgave (1)       |
| 1956 | opgave           |                     | 33e              |
| 1957 | 63e              |                     | 34e              |
| 1958 | 38e              |                     | 59e              |
| 1959 |                  | opgave              | 10e              |
| 1960 | 80e              | opgave              | 21e (1)          |
| 1961 | 50e              |                     | 25e (1)          |
| 1962 | 62e              |                     |                  |
| 1963 | 60e              |                     | 54e              |

| Jaar |  | WK op de weg |
| ---- |  | ------------ |
| 1955 |  |              |
| 1956 |  |              |
| 1957 |  | opgave       |
| 1958 |  |              |
| 1959 |  |              |
| 1960 |  |              |
| 1961 |  |              |
| 1962 |  |              |
| 1963 |  |              |